# Vincent Pérez
Vincent Pérez (ur. 10 czerwca 1964 w Lozannie) – szwajcarski aktor, producent i reżyser filmowy.

## Życiorys

### Wczesne lata
Urodził się w Lozannie w Szwajcarii jako syn hiszpańskiego biznesmena zajmującego się importem i eksportem i Niemki. Dorastał wraz z bratem Carlosem i siostrą Estrellą w Szwajcarii. Gdy miał siedem lat zobaczył film z udziałem Charliego Chaplina i zapragnął zostać w przyszłości aktorem. W wieku osiemnastu lat przeprowadził się do Francji. Studiował aktorstwo w Conservatoire Supérieur d'Art Dramatique w Genewie, a następnie w Conservatoire d'Art Dramatique w Paryżu. W 1986 r. dołączył do zespołu Théâtre des Amandiers w Nanterre.

### Kariera
Po debiucie kinowym w dramacie Patrol nocny (Gardien de la nuit, 1986), zagrał w ekranizacji Antoniego Czechowa Hotel francuski (Hôtel de France, 1987) w reżyserii Patrice’a Chéreau i dramacie Dom nefrytowy (La maison de jade, 1988) z Jacqueline Bisset.
Po roli Laertesa w telewizyjnej adaptacji sztuki Williama Szekspira Hamlet (1990) i komedii  Kapitan Fracasse (Il Viaggio di Capitan Fracassa, 1990) jako baron of Sigognac z Emmanuelle Béart i Ornellą Muti, został dostrzeżony w roli Christiana de Neuvillette w melodramacie kostiumowym Cyrano de Bergerac (1990) u boku Gérarda Depardieu, za którą otrzymał nominację do nagrody Cezara w kategorii Najlepszy Debiut.
W 1992 roku zadebiutował jako reżyser krótkometrażowego 6-minutowego filmu Zamiana (L'Échange) i zdobył nominację do nagrody Złotej Palmy na Festiwalu Filmowym w Cannes.
Wystąpił potem w dramacie Ogień i śnieg (La neige et le feu, 1991) u boku Alexisa Denisofa i Elsy Zylberstein, melodramacie wojennym Indochiny (Indochine, 1992) z Catherine Deneuve, komedii romantycznej Fanfan Tulipan (Fanfan, 1993) z Penelope Cruz i biograficznym dramacie historycznym Królowa Margot (La Reine Margot, 1994) z Isabelle Adjani, melodramacie Po tamtej stronie chmur (Al di là delle nuvole, 1995) z Irène Jacob, Johnem Malkovichem, Sophie Marceau, Kimem Rossi Stuartem, Peterem Wellerem, Jeanne Moreau, Marcello Mastroianni i Jeanem Reno.
Wystąpił w filmie fantasy Kruk 2: Miasto Aniołów (The Crow: City of Angels, 1996) z Iggy Popem i melodramacie na podstawie powieści Josepha Conrada Kochankowie sztormowego morza (Swept from the Sea, 1997) z Rachel Weisz i Kathy Bates.
Kolejne nominacje do nagrody Cezara w kategorii Najlepszy Aktor Drugoplanowy przyniosły mu kreacje – księcia Philippe de Neversa w dramacie przygodowym Na ostrzu szpady (Le Bossu, 1997) i Viviane w dramacie Ci, którzy mnie kochają, wsiądą do pociągu (Ceux qui m'aiment prendront le train, 1998).
Wystąpił także w ekranizacji powieści Anne Rice Królowa potępionych (Queen of the Damned, 2002) u boku zmarłej tragicznie Aaliyah, Stuarta Townsenda i Leny Olin.

## Życie prywatne
Spotykał się z aktorką Jacqueline Bisset, Catherine Deneuve (1992) i modelką Carlą Bruni (1992-95). W dniu 18 grudnia 1998 poślubił Karinę Sillę. Ma troje dzieci: córkę Iman (ur. 2 maja 1999) oraz bliźnięta – syna Pablo Vicente i córkę Tess Indię (ur. 24 stycznia 2003). Ojcem biologicznym jego pasierbicy Roxanne (ur. 1992) jest aktor Gérard Depardieu.

## Filmografia

### Filmy fabularne
| Rok       | Tytuł                                                                                | Rola                          | Reżyser                            |
| --------- | ------------------------------------------------------------------------------------ | ----------------------------- | ---------------------------------- |
| 1986      | Patrol nocny (Gardien de la nuit)                                                    | Armand                        | Jean-Pierre Limosin                |
| 1987      | Hotel francuski (Hôtel de France)                                                    | Serge                         | Patrice Chéreau                    |
| 1988      | Dom nefrytowy (La maison de jade)                                                    | Bernard Gretz                 | Nadine Trintignant                 |
| 1990      | Cyrano de Bergerac                                                                   | Christian de Neuvillette      | Jean-Paul Rappeneau                |
| 1990      | Kapitan Fracasse (Il Viaggio di Capitan Fracassa)                                    | Baron de Sigognac             | Ettore Scola                       |
| 1991      | Ogień i śnieg (La neige et le feu)                                                   | Jacques Sénéchal              | Claude Pinoteau                    |
| 1991      | Indochiny (Indochine)                                                                | Jean-Baptiste Le Guen         | Régis Wargnier                     |
| 1993      | Fanfan (Fanfan)                                                                      | Alexandre                     | Alexandre Jardin                   |
| 1994      | Królowa Margot (La Reine Margot)                                                     | Joseph de Boniface de La Môle | Patrice Chéreau                    |
| 1995      | Po tamtej stronie chmur (Al di là delle nuvole)                                      | Niccolo                       | Wim Wenders Michelangelo Antonioni |
| 1996      | Kruk 2: Miasto Aniołów (The Crow: City of Angels)                                    | Ash Corven/Kruk               | Tim Pope                           |
| 1997      | Kochankowie sztormowego morza (Swept from the Sea)                                   | Yanko Gooral                  | Beeban Kidron                      |
| 1997      | Na ostrzu szpady (Le Bossu)                                                          | książę de Nevers              | Philippe de Broca                  |
| 1998      | The Treat                                                                            | Pierre                        | Jonathan Gems                      |
| 1998      | Szepty aniołów (Talk of Angels)                                                      | Francisco                     | Nick Hamm                          |
| 1998      | Ci, którzy mnie kochają, wsiądą do pociągu (Ceux qui m'aiment prendront le train)    | Frédéric/Viviane              | Patrice Chéreau                    |
| 1998      | Une balle en plein cœur                                                              | Slavko                        | David Attwood                      |
| 1999      | Czas odnaleziony (Le temps retrouvé)                                                 | Morel                         | Raúl Ruiz                          |
| 2000      | Épouse-moi                                                                           | Hadrien                       | Harriet Marin                      |
| 2000      | Libertyn (Le Libertin)                                                               | Denis Diderot                 | Gabriel Aghion                     |
| 2000      | Marzyłam o Afryce (Je rêvais de l'Afrique)                                           | Paolo Gallman                 | Hugh Hudson                        |
| 2001      | Les Morsures de l'aube                                                               | żartowniś                     | Antoine de Caunes                  |
| 2002      | Królowa potępionych (Queen of the Damned)                                            | Marius de Romanus             | Michael Rymer                      |
| 2002      | Apekarz (Le Pharmacien)                                                              | Yan Lazarrec                  | Jean Veber                         |
| 2003      | La felicità non costa niente                                                         | Francesco                     | Mimmo Calopresti                   |
| 2003      | Fanfan Tulipan                                                                       | Fanfan Tulipan                | Gérard Krawczyk                    |
| 2003      | Zostaję! (Je reste!)                                                                 | Bertrand Delpire              | Diane Kurys                        |
| 2003      | Les Clefs de bagnole                                                                 |                               | Laurent Baffie                     |
| 2006      | Markiza de Pompadour, królewska faworyta (Jeanne Poisson, marquise de Pompadour, TV) | Robin Davis                   | Ludwik XV                          |
| 2007      | Templariusze: Miłość i krew (Arn, chevalier du Temple)                               | Guilbert                      | Peter Flinth                       |
| 2007      | Sekret (Si j'etais toi)                                                              | –                             | Vincent Pérez                      |
| 2007      | Kod apokalipsy (Код Апокалипсиса)                                                    | Lui                           | Vadim Chmelev                      |
| 2007-2008 | Paryskie kroniki kryminalne (Paris enquêtes criminelles, TV)                         | Revel                         | Dick Wolf                          |
| 2010      | Inhale                                                                               | Martinez                      | Baltasar Kormákur                  |
| 2012      | Linie Wellingtona (As linhas de Torres Vedras)                                       | malarz Lévêque                | Valeria Sarmiento                  |
| 2017      | Dalida                                                                               | Eddie Barclay                 | Lisa Azuelos                       |
| 2019      | Oficer i szpieg (J'accuse)                                                           | Louis Leblois                 | Roman Polański                     |
| 2019      | Aeronauci (The Aeronauts)                                                            | Pierre Rennes                 | Tom Harper                         |